# 지형학

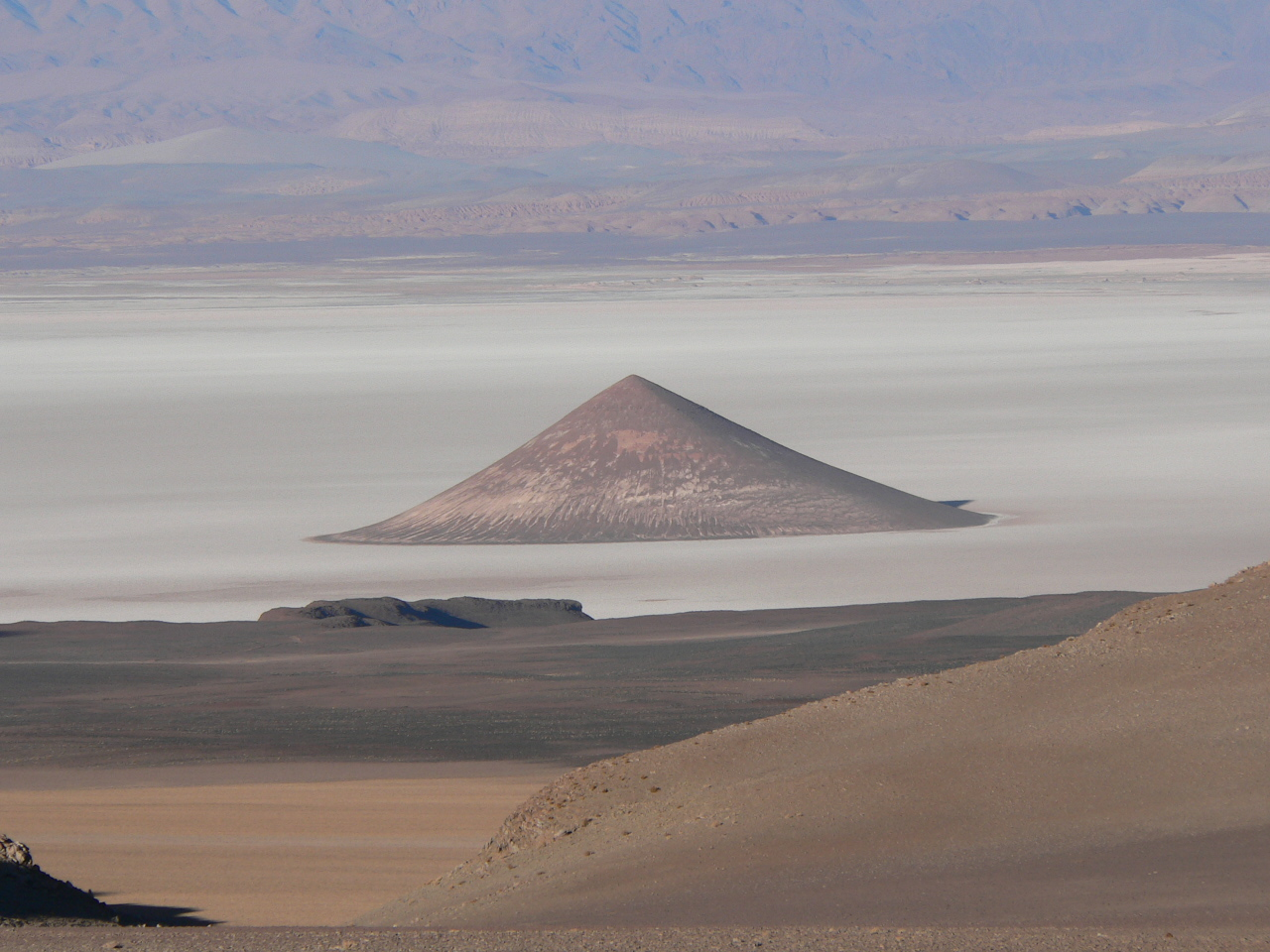
성층 화산

지형학(地形學, geomorphology)은 지형을 취급하는 자연지리학의 한 분야이고 지구과학의 한 분야이기도 하다.
지구의 표면상을 구성하는 모든 지형의 성인·유래·역사를 연구하는 것으로 연구·관심 내용은 다방면에 걸친다. 현지조사적인 방법을 많이 취하는 특징이 있다. 지형의 형성 요인과 그 토지의 특징을 해명함으로써 고지형을 복원하는 것 외에 지진이나 태풍 등의 재해 대책과 지형 형성 때의 메커니즘의 해명 등 실용면에서도 도움이 되는 것을 기대할 수 있는 분야이기도 하다. 또 현재 직접 볼 수 있는 지형을 탐구할 때 제4기의 지형 변천에의 관심이 불가결하다.
또한 기후 변동과의 관계를 보는 기후지형학, 생물의 영향력에 주목하는 생물지형학, 지표수의 움직임에 주목하는 수문지형학 등으로 세분화할 수 있다.

## 같이 보기
- 지리학 - 자연지리학
- 지구과학
- 지형, 지형도
- 지질학, 지질
- 제4기학, 제4기
- 단층